# 赫莫萨比奇
赫莫萨比奇是美国加利福尼亚州洛杉矶县下属的一座城市。建市于1907年1月14日，面积大约为1.43平方英里（3.7平方公里）。根据2010年美国人口普查，该市有人口19,506人。